# (6494) 1992 NM
(6494) 1992 NM (1992 NM, 1949 WW) — астероїд головного поясу.
Тіссеранів параметр щодо Юпітера — 3,625.